# Pulheim Gophers
Die Pulheim Gophers, kurz Gophers, sind ein Baseballverein aus Pulheim und an den Pulheimer SC angeschlossen.
Die 1. Herrenmannschaft der Gophers spielte 2001 bis 2002, 2004 sowie 2009 bis 2011 in der Baseball-Bundesliga. Ende der Saison 2011 musste sie in die Verbandsliga zwangsabsteigen, weil zahlreiche Leistungsträger abgewandert waren, u. a. Pitcher Markus Solbach, der einen Vertrag bei den Minnesota Twins in der MLB unterschrieb.
Der größte Erfolg der Gophers war 2001 das Erreichen der Playoffs im Vorfeld der Deutschen Meisterschaft. Sie waren mit dieser Leistung der erfolgreichste Aufsteiger in der Geschichte der Baseball-Bundesliga.
Die Gophers betreiben außerdem eine Softballmannschaft, die 2014 in der Landesliga vertreten war. 2015 konnte keine Softballmannschaft mehr gemeldet werden, dafür ab 2017 aber wieder eine Jugendmannschaft. Weiterhin ist eine Herrenmannschaft in der Landesliga gemeldet.